# Missionarie del Vangelo
Le missionarie del Vangelo sono un istituto secolare femminile di diritto pontificio.

## Storia
L'istituto ebbe le sue origini in seno al Movimento crociata del Vangelo (sorto nel 1946) e fu fondato dal frate minore Liborio Placido Rivilli il 27 dicembre 1951; il 29 novembre 1968 fu approvato come istituto secolare da Guido Luigi Bentivoglio, arcivescovo di Catania.
Le missionarie del Vangelo ottennero l'approvazione come istituto di diritto pontificio il 1º gennaio 1983.

## Attività e diffusione
La finalità dell'istituto è quella di diffondere la conoscenza e la pratica del Vangelo, secondo il magistero della Chiesa.
Le missionarie sono organizzate in "Cenacoli missionario" composti da almeno 5 consacrate: ogni Cenacolo è presieduto da una responsabile cenacolare e fa capo, direttamente o per mezzo di responsabili di zona, al consiglio generale, l'organo di governo centrale dell'istituto; non hanno sedi proprie e per gli incontri e gli esercizi spirituali si servono delle "Case del Vangelo" del Movimento crociata del Vangelo.
La sede principale è in piazza Busacca a Palermo.
Nel 1978 l'istituto contava 121 membri, presenti in Italia (soprattutto in Sicilia e in Sardegna), in Perù (Huancabamba) e negli Stati Uniti d'America.